# Robert Milkins
Robert Milkins (ur. 6 marca 1976 w Gloucester) – angielski snookerzysta. Plasuje się na 46. miejscu pod względem zdobytych setek w profesjonalnych turniejach, w sierpniu 2025 miał ich łącznie 199.
Obecnie mieszka w Gloucester. Profesjonalnie gra od 1995 roku.
Jego największym osiągnięciem w turnieju rankingowym jest udział w półfinale Irish Masters z 2005 roku, w którym przegrał z Matthew Stevensem 8-9. Po 27 latach w gronie profesjonalistów wygrał swój pierwszy turnej rankingowy - Gibraltar Open 2022. 
Najwyższy break Milkinsa wynosi 147 punktów i pochodzi z eliminacji do Mistrzostw świata w 2006 roku (mecz przeciwko Markowi Selby’emu, ostatecznie przegrany 4-10). W 2012 roku, również podczas eliminacji do Mistrzostw Świata, wbił swojego drugiego breaka maksymalnego, zdobył go w pojedynku z Xiao Guodongiem 11 kwietnia 2012. W lutym 2023, w meczu z Chrisem Wakelinem w German Masters, wbił kolejnego maksa.